# WWF North American Heavyweight Championship
WWF North American Heavyweight Championship było krótkotrwałym tytułem mistrzowskim profesjonalnego wrestlingu promowanym przez federację World Wrestling Federation w latach 1979-1981. Uznawany jest jako duchowy poprzednik dla Intercontinental Championship po tym jak Pat Patterson otrzymał IC Title po wygraniu turnieju. Pierwszym posiadaczem North American Heavyweight Championship był Ted DiBiase w 1979 roku.

## Historia tytułu
| Lp. | Wrestler        | Panowanie | Data                  | Dni | Miejsce                | Notka                                               |
| --- | --------------- | --------- | --------------------- | --- | ---------------------- | --------------------------------------------------- |
| 1   | Ted DiBiase     | 1         | 13 lutego 1979(dts)   | 126 | Allentown, Pensylwania | Otrzymał mistrzostwo po podpisaniu kontraktu z WWF. |
| 2   | Pat Patterson   | 1         | 19 czerwca 1979(dts)  | 158 | Allentown, Pensylwania | [ 3 ]                                               |
| 3   | Seiji Sakaguchi | 1         | 8 listopada 1979(dts) | 498 | Otaru, Japonia         | [ 3 ]                                               |
| —   | Zdezaktywowany  | —         | 20 marca 1981(dts)    | —   | —                      | Dezaktywacja mistrzostwa.                           |